# التمثيل الافتراضي لوظائف الشبكة
التمثيل الافتراضي لوظائف الشبكة (بالإنجليزية: NFV)‏ هي طريقة لإضفاء الطابع الافتراضي على خدمات الشبكة ، مثل أجهزة التوجيه وجدران الحماية وموازنات الحمل ، والتي يتم تشغيلها تقليديًا على أجهزة خاصة ويتم تجميع هذه الخدمات كأجهزة افتراضية (VMs) على أجهزة سلعة ، مما يسمح لمقدمي الخدمة بتشغيل شبكتهم على خوادم قياسية بدلاً من الخوادم الخاصة. وهي من المكونات الأساسية لسحابة الاتصالات السلكية واللاسلكية ، والتي تعيد تشكيل صناعة الاتصالات.

## هندسة التمثيل الافتراضي لوظائف الشبكة
تساعد بنية التمثيل الافتراضي لوظائف الشبكة التي اقترحها المعهد الأوروبي لمعايير الاتصالات (ETSI) في تحديد معايير تنفيذ التمثيل الافتراضي لوظائف الشبكة. يعتمد كل مكون من مكونات البنية على هذه المعايير لتعزيز الاستقرار والتشغيل البيني بشكل أفضل.

## مميزات استخدام التمثيل الافتراضي لوظائف الشبكة
باستخدام التمثيل الافتراضي لوظائف الشبكة ، يمكن لمقدمي الخدمة تشغيل وظائف الشبكة على الأجهزة القياسية بدلاً من الأجهزة المخصصة.
يمنح التمثيل الافتراضي لوظائف الشبكة مقدمي الخدمات المرونة لتشغيل وظائف الشبكة الافتراضية عبر خوادم مختلفة أو نقلها حسب الحاجة عند تغير الطلب. تتيح هذه المرونة لمقدمي الخدمة تقديم الخدمات والتطبيقات بشكل أسرع.